# Ninrrol Medina
Ninrol Edgardo Medina Torres (né le 26 août 1976 à San Ignacio au Honduras) est un footballeur international hondurien, qui évoluait au poste de défenseur, avant de devenir entraîneur.

## Biographie

### Carrière de joueur

#### Carrière en sélection
Avec l'équipe du Honduras, il joue 53 matchs (pour aucun but inscrit) entre 1995 et 2004. Il figure notamment dans le groupe des sélectionnés lors des Gold Cup de 2000 et de 2003.
Il participe également à la Copa América de 2001, et joue 19 matchs comptant pour les qualifications des coupes du monde 2002 et 2006.
Il joue enfin la Coupe du monde des moins de 20 ans 1995 organisée au Qatar.

## Palmarès
- Champion du Honduras en 1997 (A), 1998 (C), 1999 (A), 2000 (C), 2001 (A) avec le CD Motagua